# 西岸車站
西岸車站（日语：／ Nishigishi eki */?）是一位於日本石川縣七尾市，由地方第三部門鐵路業者能登鐵道（のと鉄道）所使用的鐵路車站。西岸車站被暱稱為小牧風車站。

## 歷史
- 1932年（昭和7年）8月27日 - 配合日本國鐵七尾線能登中島車站 - 穴水車站間延伸路段通車而啟用。
- 1960年（昭和35年）4月1日 - 裁撤貨運服務。
- 1972年（昭和47年）3月15日 - 不再派駐站員，成為無人車站。
- 1987年（昭和62年）4月1日 - 配合日本國鐵分割民營化，劃歸成為西日本旅客鐵道管轄的車站。
- 1991年（平成3年）9月1日 - 七尾線和倉温泉車站 - 輪島車站間的路段轉換經營權，成為能登鐵道的車站。

## 車站構造
對向式月台2面2線設有交會設備的地面車站。站舍位於上行月台側。沒有跨線天橋，來往站舍與對向月台需跨過近七尾一側的站內平交道。此外，沒有設置自動售票機。

### 月台配置
| 月台   | 路線    | 方向 | 目的地         |
| ------ | ------- | ---- | -------------- |
| 站舍側 | ■七尾線 | 上行 | 七尾、金澤方向 |
| 對側   | ■七尾線 | 下行 | 往穴水         |

## 大眾文化

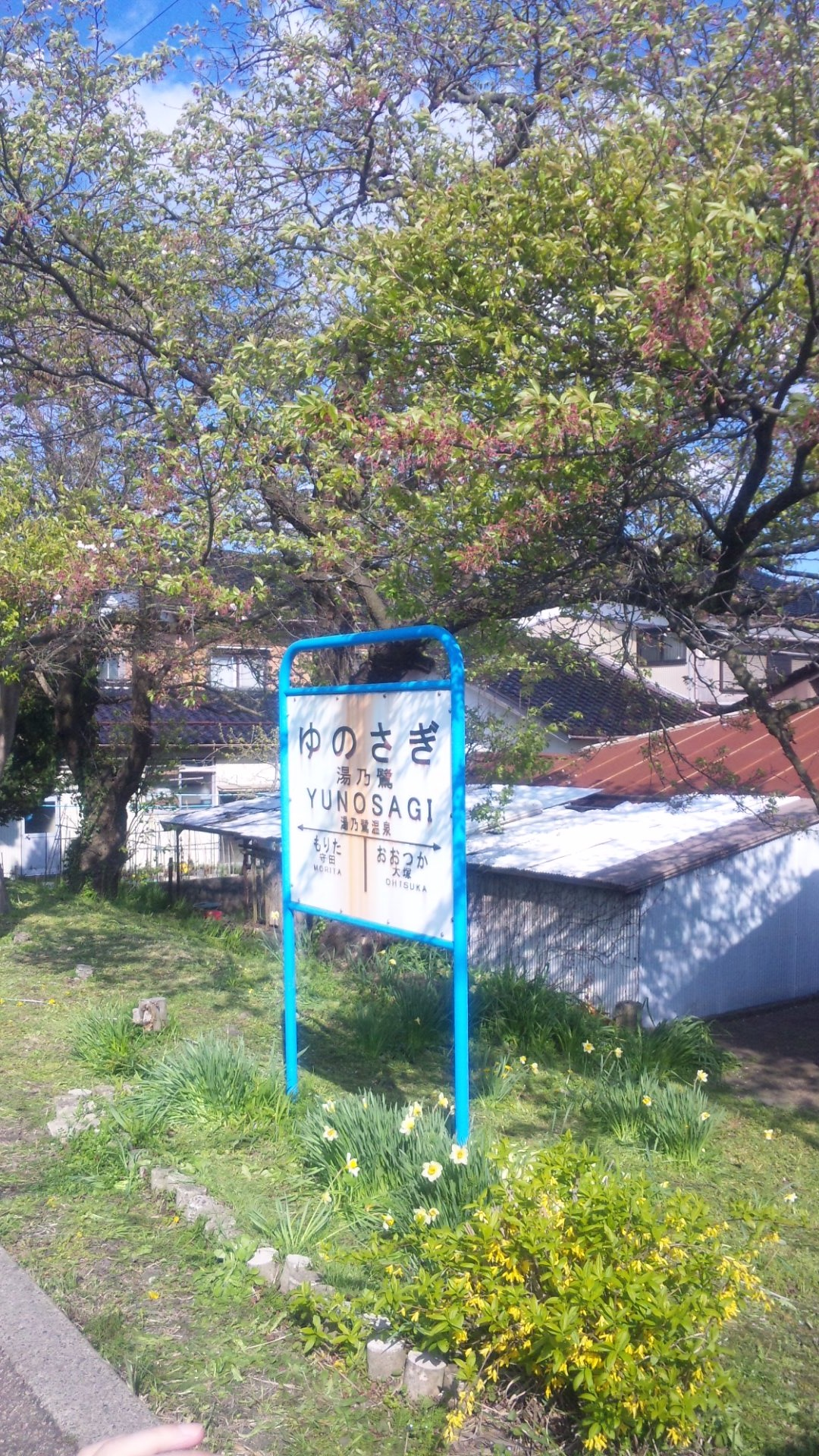
『湯乃鷺車站』牌子

2011年（平成23年）4月播出的動畫《花開物語》（花咲くいろは），動畫中虛構的「湯乃鷺站」取景自西岸站，製作公司PA works與能登鐵道合作，於月台上設立「湯乃鷺站」站名牌，因此大受歡迎，成為聖地巡禮的熱門地點之一。牌子於動畫結束半年內仍會存在。

## 車站周邊
- 國道249号
- 西岸郵局
- 国民旅舍小牧台
- 中島猿田彦温泉いやしの湯
- 能登島
  - 中能登農道橋

## 巴士路線
站前設有七尾市社區巴士（中島元氣巴士）「西岸站」巴士站。
- 西岸方向　（前往横見集會所）
- 西岸方向　（前往健康）
- 西岸方向　（早上班次 前往能登中島站）

## 相鄰車站
能登鐵道
■七尾線
能登中島－西岸－能登鹿島

## 腳注
1. ↑  のと鉄道公式サイト. . incl.   [2011-04-29]. （原始内容存档于2011-05-04）.
2. ↑  花咲くいろは公式ブログ. . 花咲くいろは公式サイト. 2011-04-23  [2011-04-29]. （原始内容存档于2020-11-29）.
3. ↑  花咲くいろは公式ブログ. . 花咲くいろは公式サイト. 2011-04-28  [2011-04-29]. （原始内容存档于2020-11-29）.
4. ↑  花咲くいろは公式ブログ. . 2011-04-30  [2011-08-02]. （原始内容存档于2021-01-17）.
5. ↑  中島げんきバス（西岸方面）時刻表 - 七尾市

## 外部連結
- 能登鐵道官方網站 ‐ 七尾線西岸車站